# 米氏太夫人墓
米氏太夫人墓，位于中国广东省江门市新会区杜阮镇杜阮村，是一座古墓葬。米氏夫人为南宋人，开禧年间，随夫黄源深迁居杜阮毕纳园，死后葬于此地。米氏太夫人墓始建于南宋开禧年间，清光绪九年（1883年）重修。 墓面宽15.5米，深13米，占地约200平方米。2003年，列入新会区文物保护单位。
米氏太夫人墓的历史年代为南宋。